# Smithfield (Kentucky)
Pour les articles homonymes, voir Smithfield.
Smithfield est une ville américaine située dans le comté de Henry, dans le Kentucky. Selon le recensement de 2020, sa population est de 124 habitants.